# William Stewart Rose
William Stewart Rose (1775-1843) est un poète anglais, traducteur et député, qui occupe diverses fonctions gouvernementales .

## Biographie
Il est le second fils de George Rose, de Cuffnells dans le Hampshire, également, un haut fonctionnaire et député. Son frère aîné est le diplomate et député George Henry Rose. Après des études au Collège d'Eton et St John's College, Cambridge, il entre à lincoln's Inn en 1796, pour suivre des études de droit.
Il est successivement nommé surveillant (1797-1800), directeur de moyens à l'Échiquier (1797-1837) et greffier de la Chambre des lords (1800-1824). Il est également député pour Christchurch de 1796 à 1800, avec son père.
Il traduit le roman Amadis de Gaule (1803), Partonopeus de Blois (1807), etc., et de 1823 à 1831 il mène le travail principal de sa vie, ses traductions de l'italien, y compris l'Orlando furioso de L'Arioste, pour lequel il est encouragé par Walter Scott, dont il est l'ami. Il a aussi écrit un volume de poèmes, La Croisade de Saint-Louis (1810).
À la fin de sa vie, il souffre d'une paralysie et est mort dément en 1843. Il épouse une femme vénitienne, mais n'a pas d'enfants.